# Charles de Batthyany
Le comte puis prince Charles de Batthyány (en hongrois : Batthyány Károly József ; en allemand : Karl Josef Batthyány ; en croate : Karlo Baćan), né le 28 avril 1697 à Rohonc (Rechnitz) et mort le 15 avril 1772 à Vienne, est un officier au service de la monarchie de Habsbourg devenu général puis maréchal du Saint-Empire dans l'armée impériale. Descendant de la noble famille Batthyány de Hongrie, il fut ministre plénipotentiaire des Pays-Bas autrichiens d'octobre 1748 à avril 1749 et ban de Croatie de 1743 à 1756.

## Biographie
Né au château de Rohonc (aujourd'hui : Rechnitz dans le Burgenland), Charles est le fils cadet du comte hongrois Adam II Batthyány (1662-1703), comte de Németújvár, et de son épouse Éléonore (1672-1741) née Stratmann. Son père participa à la grande guerre turque ; il a été élevé au rang de général et a reçu les banats de Croatie, de Slavonie et de Dalmatie en 1693.
Comme son père, il entra très tôt dans l'armée impériale et se distingua sous les ordres du prince Eugène de Savoie dans la guerre vénéto-austro-ottomane (1714-1718), durant laquelle il prit part aux batailles de Peterwardein, de Temesvar (en) et de Belgrade.
En 1734, durant la guerre de Succession de Pologne, il commanda en tant que général les troupes impériales contre la France au bord du Rhin, et en 1737 contre les Turcs. De 1739 à 1740, il fut envoyé à la cour prussienne de Berlin, mais reprit du service dans l'armée lorsque la première guerre de Silésie éclata avec la Prusse. Il s'y distingua de nouveau. Le 16 mars 1743, il est nommé ban de Croatie.
Il s'engagea ensuite dans la guerre de Succession d'Autriche et reçut en 1744 le commandement d'un détachement indépendant. Le 15 avril 1745 à Pfaffenhofen, malgré une infériorité numérique, il infligea une cuisante défaite aux Palatins et aux Français menés par le général Ségur et les chassa de Bavière.
Distingué pour ce succès et élevé au grade de maréchal, Charles Batthyány remplaça le maréchal Arenberg à la tête de l'armée Pragmatique. Grâce à une marche forcée à travers le Spessart, il réussit à unir ses troupes à celles du maréchal Otto Ferdinand von Traun avec lequel il repoussa les Français de l'autre côté du Rhin.
En 1746, il servit sous le commandement de Charles Alexandre de Lorraine et prit part à la malheureuse bataille de Rocourt. En 1747 sous les ordres du duc de Cumberland, il se distingua encore lors de la bataille de Lauffeld par un mouvement de repli exemplaire.
Après la guerre, l'impératrice Marie-Thérèse le nomma précepteur puis Grand Maître de la Cour (Oberhofmeister) du prince héritier et futur empereur Joseph II. En 1763, il fut élevé au rang de prince (Fürst) bohémien ; l'année suivante, il a reçu le rang de prince du Saint-Empire. Le 1er décembre 1749, il a été décoré de l'ordre de la Toison d'or.
Charles Joseph Batthyány passa la fin de sa vie à Vienne où il mourut en 1772.